# المعتزلة
المُعْتَزِلِيَّة أو الوَاصِلِيَّة أو الْمُعْتَزِلَة أو التَّوْحِيدِيَّة أو العَدْلِيَّة أو أَهْلُ التَّوْحِيدِ والعَدْل هي مدرسة كلامية إسلامية ظهرت في بدايات التاريخ الإسلامي وازدهرت في البصرة وبغداد. عُرف أتباعها، أي المعتزلة، بحيادهم في النزاع بين علي ومعارضيه بعد وفاة الخليفة الثالث الخليفة عثمان. وبحلول القرن الثالث الهجري، صار مصطلح المعتزلة يُطلق على مدرسة إسلامية معروفة في الكلام، أسس هذه المدرسة واصل بن عطاء. طوّرت المدرسة المعتزلية لاحقًا نوعًا من الإسلام العقلاني، تأثر جزئيًا بـ الفلسفة اليونانية القديمة، وتمحور حول ثلاثة مبادئ أساسية:
- التوحيد (وحدة الله) والعدل الإلهي
- حرية الإرادة الإنسانية
- وخلق القرآن.[5][6]

لعبت المعتزلة دورًا رئيسيًا على المستوى الديني والسياسي. غلبت على المعتزلة النزعةُ العقلية فاعتمدوا على العقل في تأسيس عقائدهم وقدموه على النقل، وقالوا بالفكر قبل السمع، ورفضوا الأحاديث، وقالوا بوجوب معرفة الله بالعقل ولو لم يرد شرعٌ بذلك، وأنه إذا تعارض النص مع العقل قدموا العقل لأنه أصل النص، ولا يتقدم الفرع على الأصل، والحسن والقبح يجب معرفتهما بالعقل، فالعقل بذلك موجبٌ، وآمرٌ وناهٍ، ينقدُهم معارضوهم أنهم غالوا في استخدام العقل وجعلوه حاكمًا على النص، وبذلك اختلفوا عن الأشاعرة الذين استخدموا العقل وسيلة لفهم النص وليس حاكمًا.
أصبحت معتقدات المعتزلة لاحقًا مرتبطة بـ الخليفة العباسي المأمون. تبنّى المأمون عقيدة خلق القرآن، ما أدى إلى حملة اضطهاد واسعة ضد العلماء السنة الذين رفضوا هذا الرأي. أبرز من عارضهم في ذلك كان أحمد بن حنبل، (مؤسس المدرسة الحنبلية الفقهية والمدرسة الأثرية في العقدية) الذي قاوم المحنة وثبت على موقفه حتى صار رمزًا سنيًا. ومع أن المأمون وخلفاءه دعموا المعتزلة فترة من الزمن، إلا أن نفوذهم تراجع بشدة بعد عهد المتوكل الذي أنهى سياسة فرض عقائدهم رسميًا، ورفع الاضطهاد عن مخالفيهم.
بعد ذلك، انحسر نفوذ المعتزلة في العالم الإسلامي السني، مع صعود الأشعرية والماتريدية كمدارس عقائدية كبرى في أهل السنة والجماعة.
اشتهر المعتزلة برفضهم عقيدة كون القرآن غير مخلوق وأزلي مع الله، مؤكدين أنه ما دام كلام الله، فلا بد أن الله "قد سبق كلامه". وهذا عارض الموقف السني الشائع (عند الأشاعرة والماتريدية) القائل إن علم الله بالقرآن أزلي، وبالتالي فهو غير مخلوق مثله. كما سعت المدرسة لمعالجة مشكلة الشر، إذ اعتبروا أن الله عادل وحكيم لا يمكن أن يأمر بما يخالف العقل أو بما يضر بمخلوقاته؛ ومن ثم فالشرّ ناتج عن أخطاء أفعال البشر، المرتبطة بـ حرية الإرادة التي منحها الله لهم. وعارض المعتزلة العقلانية غير الدينية، لكنهم آمنوا بأن العقل البشري يمكنه فهم المبادئ الدينية، وأن الخير والشر فئتان عقلانيتان يمكن إثباتهما بـ العقل.
من أشهر المعتزلة واصل بن عطاء، وعمرو بن عبيد، وإبراهيم النظام، وهشام بن عمرو الفوطي، والزمخشري صاحب تفسير الكشاف، والجاحظ، والخليفة المأمون، والقاضي عبد الجبار، وابن أبي الحديد.

## أصل التسمية
اسم المعتزلة مشتق من الفعل العربي اعتزل (على وزن افتعل من الجذر ع-ز-ل).
وأول من لُقّب بهذا الاسم هو واصل بن عطاء (700–748م)، حين اختلف مع أستاذه الحسن البصري حول مسألة مرتكب الكبيرة.
لكن المعتزلة أطلقوا على أنفسهم اسم أهل العدل والتوحيد، بينما كان مصطلح "المعتزلة" يُستخدم أساسًا من قبل خصومهم. كما استُعمل مصطلح "الاعتزال" منذ وقت مبكر في الإسلام أُشير به إلى الذين اعتزلوا القتال بين علي بن أبي طالب وخصومه بعد مقتل عثمان بن عفان. يرى بعض الباحثين أن الاعتزال الكلامي هو امتداد للمعتزلة الأوائل الذين اعتزلوا القتال بين علي بن أبي طالب وخصومه بعد مقتل عثمان بن عفان.

## التأسيس
كان أول ظهور للمعتزلة كان في البصرة في العراق، ثم انتشرت أفكارهم في البلدان الإسلامية كخراسان وترمذ واليمن والجزيرة العربية والكوفة وأرمينيا إضافة إلى بغداد. اختلف المؤرخون في بواعث ظهور مذهب المعتزلة واتجهت رؤية العلماء إلى سببين رئيسيين: سبب ديني وسبب سياسي.

يشير المؤرخون إلى أن الاعتزال حدث بسبب اختلاف في بعض الأحكام الدينية كالحكم على مرتكب الكبيرة. كما أن السبب الرئيسي فيه هو توسع الدولة العباسية في الفتوحات الإسلامية، وبدأت خلال هذا التوسع تتسرب أفكار فلسفية يونانية. عند نهاية القرن الأول كان قد توسع ودخلت أمم عديدة وشعوب كثيرة في الإسلام ودخلت معها ثقافات مختلفة ودخلت الفلسفة، ويعتقد العلماء المؤيدون لهذه أن سبب التسمية هي:
وتمثله الرواية الشائعة في اعتزال واصل بن عطاء عن شيخه الحسن البصري في مجلسه العلمي في الحكم على مرتكب الكبيرة، وكان الحكم أنه ليس بكافر. وتقول الرواية إن واصل بن عطاء لم ترقه هذه العبارة وقال هو في (منزلة بين منزلتين)، أي لا مؤمن ولا كافر. وبسبب هذه الإجابة اعتزل مجلس الحسن البصري وكوّن لنفسه حلقة دراسية وفق ما يفهم ويقال حين ذاك إن الحسن البصري أطلق عبارة (اعْتزَلنا واصل).
بينما يرى آخرون أن الداعي لظهور هذه الفرقة ظرف حضاري أو تاريخي، لأن الإسلام عند نهاية القرن الأول كان قد توسع ودخلت أمم عديدة وشعوب كثيرة في الإسلام ودخلت معها ثقافات مختلفة ودخلت الفلسفة، ولم يعد المنهج النصي التقليدي النقلي يفي حاجات المسلمين العقلية في جدالهم. والمنهج الذي يصلح لذلك هو المنهج الطبيعي العقلي، والذي سيصبح أهم المذاهب الكلامية من الناحية الخالصة، فهو أكثر المذاهب إغراقاً وتعلقاً بالمذهب العقلاني.

## الأصول الخمسة
تُمثّل الأصول الخمسة الخط العام لفكر المعتزلة. وهم قد اتفقوا عليها، يذكر أبو الحسين الخياط -أحد أئمة المعتزلة- أنه لا يستحق اسم الاعتزال حتى يجمع القول بالأصول الخمسة: التوحيد، العدل، الوعد والوعيد، المنزلة بين المنزلتين، الأمر بالمعروف والنهي عن المنكر.ولا يعني هذا انعدام الخلاف بينهم، فلقد كان هناك بعض الخلافيات في الفروع التي بُنيت على تلك الأصول، لكن هذه الأصول الخمسة تمثل الأساس العام لفكر المعتزلة، وهذه الأصول لم تتكون دفعة واحدة، بل مرت بمراحل نشأة المعتزلة وتطورها، وأولها من الناحية التاريخية هو أصل المنزلة بين المنزلتين.

### التوحيد
التوحيد: ويعنون به إثبات وحدانيةِ الله ونفي المثل عنه، وقالوا إن صفاته هي عين ذاته فهو عالم بذاته قادر بذاته... لا بصفات زائدة عن الذات، وقد درج مخالفوهم على تفسير ذلك بأنهم ينفون الصفات عن الله. وحدانية الله أصل من أصول الدين، بل هو أول وأهم أصل قام عليه الإسلام، وعندما يتمسك المعتزلة بهذا الأصل، فهم يحاولون إقراره في مواجهة منكريه من أصحاب الديانات المخالفة للإسلام، وهم في سبيل تقرير ذلك يعطون صورة لتنزيه الله ووحدانيته بعيدة عن كل صور التجسيم والتشبيه، ويقاومون تلك النزعات التي تسربت داخل البيئة الإسلامية عند بعض فرق الغلاة المنتسبة إلى الإسلام، وإمعاناً في تأكيد ذلك التنزيه المطلق، نفوا أن تكون لله صفات قديمة حتى لا تشاركه في القدم، ولم تتوان المعتزلة في اتهام مخالفيهم من الفرق الإسلامية بنقض التوحيد، ومن أمثلة ذلك: ردهم على المشبهة والمجسمة وعلى القائلين بأكثر من إله: خاض المعتزلة معارك كلامية ومناقشات ضد القائلين بأكثر من إله والقائلين بالتجسيم أو الحلول والاتحاد، سواءً أكانوا من أصحاب الديانات الشرقية القديمة أو اليهودية والمسيحية، وهذه نماذج من تلك الردود:
رد النظام على القائلين بالنور والظلمة، معتمدين على القول باستحالة صدور الخير والشر من واحد، وذلك بأن يلزمهم القول بعدم استحالة ذلك، فالإنسان الواحد قد يكذب في حال ويصدق في حال أخرى، وهذا يدل على أن الفاعل الواحد قد يكون منه شيئان مختلفان، ولقد ضرب النظام أمثلة تؤكد صدور الخير والشر من واحد. ولقد حاول النظام إبطال قول المنانية في امتزاج النور بالظلمة وأن منهما العالم، وهما في أنفسهما وفي أعمالهما مختلفان متضادان، فيرد عليهم أنه إذا كانا متضادان فكيف امتزجا وتداخلا واجتمعا من تلقاء أنفسهما، وليس فوقهما قاهر يقهرهما، ولا جامع جمعهما ومنعهما من أعمالهما إذ أن عملهما مختلفان، وهذا يعني أنه لابد للمتضادان من جامع يجمعهما على ما في طبعهما، وهذا دليل على أن للأشياء خالقاً خلقها ومدبراً دبرها فقهرها على ما أراد، ودبرها على ما أحب، وجمع منها ما أراد جمعه وفرق ما أراد تفريقه.
ولقد نفت المعتزلة عن الله الجسمية والجوهرية والعرضية، وما يلحق وصف الجسمية من أوصاف كالوجود في المكان والتحرك والذهاب والمجئ، وأيضاً الجوراح والأعضاء وغير ذلك من الأوصاف، ولقد أوجز أبو الحسن الأشعري مجمل عقيدة المعتزلة فذكر أنهم قالوا عن الله إنه ليس بجسم، ولا شبح، ولا جثة، ولا صورة، ولا لحم، ولا دم، ولا شخص، ولا جوهر، ولا عرض، ولا بذي لون، ولا طعم، ولا رائحة، ولا مجسة، ولا بذي حرارة ولا رطوبة ولا يبوسة، ولا طول ولا عرض ولا عمق، ولا اجتماع ولا افتراق، ولا يتحرك ولا يسكن، ولا يتبعض، وليس بذي أبعاض وأجزاء، وجوارح وأعضاء، وليس بذي جهات، ولا يحيط به مكان، ولا يجوز عليه الحلول في الأماكن، ولا يجري عليه زمان ولا يوصف بصفات المخلوقين الدالة على حدوثهم، ولا تجري عليه الآفات، ولا تحل به العاهات، وكل ما خطر بالبال وتصور بالوهم فغير مشبه له، وهذا النص يصور بدقة نفي المعتزلة لكل صور التجسيم والتشبيه أو أي معنى يؤدي إليهما.
ويرد المعتزلة على القائلين بالجسمية أو بمعنى يؤدي إليها، سواء من المخالفين للإسلام أو بعض المغالين المنتسبين للإسلام، وتنبني ردود المعتزلة على أن حقيقة الجسم ومعناه وهو مؤلف ومركب، له طول وعرض وعمق وغير ذلك من معاني الأجسام، مخالفة لذاته، وتنتفي عنه تلك الأوصاف التي هي للأجسام والجواهر. ووصف الله بالجسم أو الجوهر لا يصح لأن ذلك يقتضي التحيز، إذا لابد من تحيزه، ووجب أن لا ينفصل تحيزه عن كونه كائناً في جهة، والكائن لا يكون كائناً في جهة إلا لمعنى محدث، والقول بأنه جسم يعني أنه محدث، والله ليس محدثاً بل قديماً أزلياً بلا بداية. وأيضاً الأجسام متماثلة، وإذا كانت متماثلة استوت في استحقاقها للصفة الذاتية، فلو كان الله جسماً، لكان ما عداه من الأجسام قديماً مثله. وأيضاً نفي كون وصفه بالعرض، وهو ما ينفي عنه الجسمية من أحكام التحيز، ولو كان الله بصفة الأعراض فيجب صحة العدم عليه، وهذا يخرجه عن كونه قديماً.
ولتأكيد المعتزلة نفي التجسيم والتشبيه أولوا الآيات القرآنية التي قد يوحي ظاهرها بالتجسيم والتشبيه، وتعلق بظاهرها القائلون بالتشبيه والتجسيم من بعض الفرق المنتسبة للإسلام، وهذه الآيات تتعلق بالصفات الخبرية التي طريق ورودها الخبر الصادق، وهي تعطينا أمثلة للتأويل عند المعتزلة. فالشبه التي وقعت على القائلين بالجسمية مثل قوله: (الرحمن على العرش استوى) والاستواء في معنى البشر هو القيام والانتصاب والجلوس وهما من صفات الأجسام، فيجب أن يكون الله جسماً. ويجيب المعتزلة بتأويل معنى الاستواء، بأنه يعني الاستيلاء والغلبة، ويستشهدون على ذلك بما هو مشهور في اللغة بأن معنى الاستواء القهر والغلبة والاستيلاء، وإذا اعترض بأن الله مستول ومستحوذ على العالم جملة فلم خصص العرش؟ يجيب المعتزلة على ذلك: لأنه أعظم خلق الله فلهذا اختصه أو أن معنى العرش المُلك. وأيضاً تعلقهم بقوله: (ولتصنع على عيني) فقالت المجسمة أثبت لنفسه العين، وذو العين لا يكون إلا جسماً، ويجيب المعتزلة بأن المراد بالعين العلم. وأيضاً تعلقهم بقوله: (كل شيء هالك إلا وجهه) فقالت المجسمة أثبت لنفسه وجهاً، وذو الوجه لا يكون إلا جسماً، وترى المعتزلة أن المراد بالوجه الذات، فكل شيء هالك إلا ذاته. وأيضاً تعلقهم بقوله: (قال يا إبليس ما منعك أن تسجد لما خلقت بيدي أستكبرت أم كنت من العالين) فيه إثبات اليد وذو اليد لا يكون إلا جسماً، وترى المعتزلة أن اليد تعني القوة. وغير ذلك من الآيات التي أوردها المجسمة والمشبهة، وقام المعتزلة بالرد عليها وتأويلها بما يتفق مع نفي الجسمية والتشبيه وأنه ليس كمثله شيء. ونفى المعتزلة الجهة عن الله، وذلك لأن إثبات الجهة إثبات للجسمية والمكانية، وقال بعضهم كالقوطي والجبائي بأن الله لا في مكان، وقال غيرهم من المعتزلة ومنهم الكعبي إنه في كل مكان بمعنى حافظ له ومدبر له، ولقد اتهم ابن حزم القائلين من المعتزلة بأنه في كل مكان بالقول بالحلول، فقال: لو كان الله في مكان لكان إما جسماً أو عرضاً، ولكان المكان محيطاً به من جهة أو من جهات وهذا منتف عنه لأنه هو المحيط.
وينفي المعتزلة قول النصارى بالتثليث والاتحاد، ويتهمونهم بالقول بأكثر من إله، وأن القول بالتثليث أو الاتحاد ينقض التوحيد، ويبني المعتزلة موقفهم من معارضة النصارى على أساس إبطال التثليث والاتحاد. أما عن التثليث فيرد المعتزلة بأن القول إن الله جوهر واحد ثلاثة أقانيم فيه مناقضة ظاهرة، لأن قولنا في الشيء إنه واحد يقتضي أنه في الوجه الذي صار واحداً لا يتجزأ ولا يتبعض، وقول ثلاثة يعني أنه متجزئ، وإذا قالوا إنه واحد ثلاثة أقانيم كان في التناقض بمنزلة أن يقال: إنه موجود ومعدوم أو قديم ومحدث في وقت واحد. أي أن هذا القول يؤدي إلى التناقض، ويؤدي إلى التناقض، ويؤدي إلى القول بأن الأشياء متفقة ومختلفة في وقت واحد، وهذا مستحيل. ولو كانت الأقانيم الثلاثة قديمة لتماثلت في القِدَم، واستحال أن يختص القديم لذاته بما يفارق به الآخر، وهذا يبطل قولهم، لأن الأقانيم إذا كانت قديمة، فيجب أن لا يصح أن يختص الأب بما يستحيل على الابن والروح، ولا يصح اختصاصهما بما يستحيل عليه ولا اختصاص كل واحد منهما لما يستحيل على الآخر، وهذا يوجب كون الابن أباً وكون الأب ابناً وكون الأب روحاً والروح أباً. وعلى هذا يلزم المعتزلة القائلين بثلاثة أقانيم بأن كل واحد من الأقانيم إله، لأنه إذا كان الابن والروح مشاركين للأب في القِدَم فما أوجب كونه إلهاً يوجب كونهما إلهين. وإذا قالت النصارى نحن لا نثبت ثلاثة آلهة، إنما هي أقانيم ثلاثة وجوهر واحد في الحقيقة، فإن المعتزلة يردون بأن المعنى لقولهم هذا يؤدي إلى إثبات ثلاث ذوات ولا عبرة باللفظ، والوجه في إفساد المذهب هو المعنى وليس العبارة عنه، فاختلاف العبارات في المذهب أو اختلاف العبارات بحسب اللغات لا يؤثر في معنى المذهب وكونه فاسداً، ولا تتغير حال المذهب بتغير العبارات عنه.
والمعتزلة يقولون أيضاً إنه لا يصح أن نطلق لفظ الجوهر على الله، وذلك لأن الله ليس جوهراً، إذا لو كان جوهراً لكان محدثاً ولاقتضى ذلك تحيزه، وهي صفات منفية عنه ويحاول المعتزلة أن يلزموا النصارى فساد قولهم إنه جوهر واحد ذو ثلاثة أقانيم، فيذكروا احتمالات ذلك القول، فلا يخلو الإله من أن يكون هو الجوهر - وعندهم أن الجوهر غير الأقانيم - لزمهم إخراج الأب والابن والروح من الإلهية، فإن قالوا إن الإله هو الأقانيم دون الجوهر، لزمهم أن الجوهر القديم ليس بإله، وهذا ترك قولهم، لأنهم يقولون إن الإله جوهر ذو ثلاثة أقانيم، فإن قالوا إن الإله هو هما لزمهم القول بأن الأب والابن والروح ليس بإله، ومن عبد ذلك، لم يعبد إلهاً، ومن كفر به لم يكفر بالإله، وإن قالوا: إن الإله هو الجوهر الذي هو ذو أقانيم ثلاثة، قيل لهم: فيجب أن يكون قولكم إن الإله هو الأب والابن وروح القدس غلط، لأن هذه أمور مضافة إلى الإله لا أنها إله. وهذا الاحتمال الأخير يجعل الأقانيم الثلاثة صفات، ولو قال النصارى إنها صفات، لتعددت الأقانيم بتعدد الصفات، ولم تعد ثلاثة فقط، بل تزداد عددها بزيادة الصفات. ولمبدأ التوحيد مفهوم خاص عند المعتزلة، وهو يعني لهم:
- التنزيه المطلق: «ليس كمثله شيء» لا تشبيه ولا تجسيم وتنزيه الله عن أن يكون مثل الأجسام أو الموجودات الحسية ونفي أي تشبيه بين المخلوقات والله، والآيات التي تفيد التشبيه لا يقبلها المعتزلة على ظاهرها بل يقومون بتأويلها مثل «ويبقى وجه ربك ذو الجلال والإكرام» نخرج المعنى الظاهر لكلمة (وجه) ونقول إن المقصود بها الذات.
- التوحيد بين الذات والصفات: الله ذات ووجود وهذا الوجود يتصف بصفات ذكرها الله في كتابه وصف الله بها نفسه بأنه عالم، كبير، قدير، سميع، خالق، بصير .

ويعتبر المعتزلة هذه الصفات مضافة للذات، مثلا: الإنسان لا يولد عليم ثم يصبح عليما. المعتزلة يقولون إن هذه الصفات ليست زائدة عن الذات إنما هي عين ذات الإلهية (العلم – القدرة – الإرادة – الحياة – السمع – البصر – الكلام) سبع صفات للذات.
- صفة الذات: هي الصفة التي لا يجوز أن أصف الله بها وبضدها فلا يجوز أن أصف الله بالجاهل×عالم، ولا بالعاجز×قادر الخ..
- صفات الفعل: يجوز أن يوصف الله بضدها مثل الرزاق فأحيانا يرزق وأحيانا يمنع الرزق، والمعتزلة يقولون إن *الكلام صفة الفعل وليست صفات الذات.

يقول المعتزلة إن صفات الله الستة لا تنفصل عن الذات وإنما هي عين الذات الإلهية. سميع بذاته، بصير بذاته وهكذا... قال أبو هذيل العلاف «سميع بسمع هو ذاته وبصير ببصر هو ذاته»، والفرق ان الأول نفى الصفة والثاني اثبت الصفة وهي عين الذات.(الملل والنحل، الشهرستاني) لأنه إذا قلنا أن الصفات ليست عين الذات فمعنى ذلك أن هناك تعدد وتجزؤ في الذات الإلهية وهذا لا يجوز عندهم أي المعتزلة لأنه في رأيهم شرك لأنه عندي ذات قديمة وصفات زائدة على الذات ومعنى ذلك أننا نقع في الشرك ونقول بأكثر من قديم. والخروج من هذا المأزق يكون بالتوحيد بين الذات والصفات فصفة العلم هي الذات نفسها. وخصوم المعتزلة يسمونهم المعطلة أو أهل التعطيل أي عطلوا أن يكون للصفات وجود متمايز. وللشيعة والخوارج والإباضية رأي شبيه بهذا المبدأ.
ويترتب على هذا المذهب بعض المواقف العقيدية مثل نفي رؤية الله لا في الدنيا ولا في الآخرة. «لاَّ تُدْرِكُهُ الأَبْصَارُ وَهُوَ يُدْرِكُ الأَبْصَارَ وَهُوَ اللَّطِيفُ الْخَبِيرُ»، «وجوه يومَئِذٍ ناضرة إلى ربها ناظرة». إلى ليست حرف جر بل تعني النعمة/ ناظرة أي تنتظر تمشيا مع مبدأ التنزيه فإذا رؤي الله بالأبصار فهو جسم.
يترتب على مبدأ التوحيد القول بخلق القرآن، فالقرآن كلام الله والكلام صفة من صفات الله فالله متكلم وكلم موسى تكليما وصفة الكلام هي إحدى الصفات التي يعتبرها بعض المسلمين صفات ذات (صفة الذات هي صفة يوصف الله بها ولا يجوز أن يوصف بضدها مثل الحياة والإرادة). ويعتقدون أن كلام الله مخلوق أو حادث أي أنه وجد بعد لم يكن موجودا وتكلم الله به بعد لم يكن متكلما.
فرض المأمون القول بخلق القرآن وطلب من الجميع أن يقروا بذلك واعتبر القول بقدم الذات الإلهية ضرب من الشرك المضاد للتوحيد؛ إلا أن أحمد بن حنبل تصدى لهذا القول فاستضعف وتعرض للسجن والتعذيب، وقد لقب بإمام أهل السنة.

### العدل
ويعنون به قياس أحكام الله على ما يقتضيه العقل والحكمة، وبناء على ذلك نفوا أموراً وأوجبوا أخرى، فنفوا أن يكون الله خالقاً لأفعال عباده، وقالوا: إن العباد هم الخالقون لأفعال أنفسهم إن خيراً وإن شراً، قال أبو محمد بن حزم: «قالت المعتزلة: بأسرها حاشا ضرار بن عبد الله الغطفاني الكوفي ومن وافقه كحفص الفرد وكلثوم وأصحابه إن جميع أفعال العباد من حركاتهم وسكونهم في أقوالهم وأفعالهم وعقودهم لم يخلقها الله عز وجل». وأوجبوا على الخالق الله فعل الأصلح لعباده، قال الشهرستاني: «اتفقوا -أي المعتزلة- على أن الله لا يفعل إلا الصلاح والخير، ويجب من حيث الحكمة رعاية مصالح العباد، وأما الأصلح واللطف ففي وجوبه عندهم خلاف وسموا هذا النمط عدلاً»، وقالوا أيضاً: بأن العقل مستقل بالتحسين والتقبيح، فما حسنه العقل كان حسناً، وما قبحه كان قبيحاً، وأوجبوا الثواب على فعل ما استحسنه العقل، والعقاب على فعل ما استقبحه. والعدل مبدأ هام في فكر المعتزلة لأنهم يربطون بين صفة العدل والأفعال الإنسانية ويرون أن الإنسان حر في أفعاله وهم يقولون ذلك لكي ينقذوا التكليف الشرعي لأن الإنسان المسلم مكلف شرعيا والإنسان مسئول عن هذه الأفعال حتى يستقيم التكليف ويكون الثواب عدلا والعقاب عدلا. خلافا للجبرية الذين يعتقدون أن الأفعال من خلق الله والإنسان مجبور عليها. إلا أن المعتزلة ترى أن عدل الله يقتضي أن يكون الإنسان هو صاحب أفعاله. يترتب على القول بالعدل الإلهي بأن الله لا يفعل الشر فأفعال الله كلها حسنة وخيرّة، الشر إما أن يوجد من الإنسان، أو لا يكون شرا إنما لا نعرف أسبابها، أو لا نستطيع أن نجد لها مبرر لكنها ليست شرا.
يقول المعتزلة إن الله يفعل ما هو الأصلح لعباده ولا يمكن أن يفعل الشر لعباده. ويتمثل المعتزلة الذات الإلهية خيرا مطلقا، ويقولون باللطف الإلهي أن الله يهدي الناس إلى ما فيه الخير لطفا بهم.القول بالحسن والقبح الذاتيين أو العقليين، والمقصود بها أفعال الإنسان الحسنة وأفعال الإنسان القبيحة. مثلا الصلاة فعل حسن، التصدق فعل حسن، إطعام المسكين فعل حسن.../ الزنا فعل قبيح، الاعتداء.. أفعال سيئة قبيحة.
وبالنسبة لتحديد ما إذا كان الفعل حسنا أو قبيحا فهناك إتجاهان: الأول يقول (إن الشرع قد أخبرني ذلك) يجعل الأفعال حسنة (الشرع أخبرني عن ذلك) يجعل الأفعال قبيحة إذن الإخبار الشرعي هو المعيار وهذا مبدأ التيار السلفي النقلي الذي يأخذ بظاهر النصوص. والإتجاه آخر التيار العقلي يقول إن العقل هو المسئول.

### الوعد والوعيد
الوعد والوعيد: والمقصود به إنفاذ الوعيد في الآخرة على أصحاب الكبائر وأن الله لا يقبل فيهم شفاعة، ولا يخرج أحداً منهم من النار، فهم كفار خارجون عن الملة مخلدون في نار جهنم، قال الشهرستاني: «واتفقوا -أي المعتزلة- على أن المؤمن إذا خرج من الدنيا على طاعة وتوبة استحق الثواب والعوض. وإذا خرج من غير توبة عن كبيرة ارتكبها استحق الخلود في النار، لكن يكون عقابه أخف من عقاب الكفار، وسموا هذا النمط وعداً ووعيداً».

### المنزلة بين منزلتين
المنزلة بين المنزلتين: وهذا الأصل يوضح حكم الفاسق في الدنيا عند المعتزلة، وهي المسألة التي اختلف فيها واصل بن عطاء مع الحسن البصري، إذ يعتقد المعتزلة أن الفاسق في الدنيا لا يسمى مؤمناً بوجه من الوجوه، ولا يسمى كافراً، بل هو في منزلة بين هاتين المنزلتين، فإن تاب رجع إلى إيمانه، وإن مات مُصِراً على فسقه كان من المخلدين في عذاب جهنم.
حكم الفاسق في الدنيا ليس بمؤمن ولا بكافر. فيظل على هذا الحال فإن تاب أصبح مؤمن وإن لم يتب حتى موته يخلد في النار. ينسب إلى الرواقيين التمييز بين قيمة الخير وقيمة الشر ويقولون هناك أشياء خيره وأشياء شريرة وأشياء بين البينين. وهذه هي فكرة المعتزلة بالقول بمنزلة بين منزلتين إذ تأثروا بالرواقيين وقد تشكل الاعتزال كمذهب في القرن الثاني.
والسبب فيه انه دخل رجل على الحسن البصري فقال يا امام الدين لقد ظهرت في زماننا جماعة يكفرون أصحاب الكبائر والكبيرة عندهم كفر يخرج به عن الملة وهم وعيدية الخوارج وجماعة يرجئون اصحاب الكبائر والكبيرة عندهم لا تضر مع الايمان بل العمل على مذهبهم ليس ركنا من الايمان ولا يضر مع الايمان معصية كما لا ينفع مع الكفر طاعة وهم مرجئة الامة فكيف تحكم لنا في ذلك اعتقادا. فتفكر الحسن في ذلك وقبل أن يجيب قال واصل بن عطاء أنا لا اقول إن صاحب الكبيرة مؤمن مطلقا ولا كافر مطلقا بل هو في منزلة بين المنزلتين لا مؤمن ولا كافر ثم قام واعتزل إلى اسطوانة من اسطوانات المسجد يقرر ما اجاب على جماعة من اصحاب الحسن فقال الحسن اعتزل عنا واصل فسمى هو وأصحابه معتزله.
ووجه تقريره أنه قال إن الإيمان عبارة عن خصال خير إذا اجتمعت سمى المرء مؤمنا وهو اسم مدح والفاسق لم يستجمع خصال الخير ولا استحق اسم المدح فلا يسمى مؤمنا وليس هو بكافر مطلقا أيضا لأن الشهادة وسائر أعمال الخير موجودة فيه لا وجه لإنكارها لكنه إذا خرج من الدنيا على كبيرة من غير توبة فهو من أهل النار خالد فيها إذ ليس في الآخرة إلا فريقان فريق في الجنة وفريق في السعير لكنه يخفف عنه العذاب وتكون دركته فوق دركة الكفار.

### الأمر بالمعروف والنهي عن المنكر
الأمر بالمعروف والنهي عن المنكر: وهذا الأصل يوضح موقف المعتزلة من أصحاب الكبائر سواءً أكانوا حكاماً أم محكومين، قال الأشعري في المقالات: «وأجمعت المعتزلة إلّا الأصم على وجوب الأمر بالمعروف والنهى عن المنكر مع الإمكان والقدرة باللسان واليد والسيف كيف قدروا على ذلك» فهم يرون قتال أئمة الجور لمجرد فسقهم، ووجوب الخروج عليهم عند القدرة على ذلك وغلبة الظن بحصول الغلبة وإزالة المنكر.
هذه الأصول الخمسة هي الأساس المتفقُ عليه بين المعتزلة، إلا أنّ هناك عقائد أخرى منها ما هو محل اتفاق بينهم، ومنها ما اختلفوا فيه، فمن تلك العقائد:
1. نفي رؤية الله: حيث أجمعت المعتزلة على أن الله لا يرى بالأبصار لا في الدنيا ولا في الآخرة، قالوا لأن في إثبات الرؤية إثبات الجهة لله والجسم إذ لا يقع البصر إلا على الألوان وهو منزه عن الجهة والمكان والجسم، وتأولوا قول القرآن: {وجوه يومئذ ناضرة إلى ربها ناظرة} أي منتظرة.
2. قولهم بأن القرآن مخلوق: وقالوا إن الله كلم موسى بكلام أحدثه في الشجرة.
3. نفيهم علو الله، وتأولوا الاستواء في قول القرآن: «الرحمن على العرش استوى» بالاستيلاء. وقد وافقوا بذلك الأشاعرة وخالفوا أهل الحديث الذين يثبتون العُلو المكاني لله.
4. نفيهم شفاعة النبي لأهل الكبائر من أمته. قال الأشعري في المقالات: «واختلفوا في شفاعة رسول الله هل هي لأهل الكبائر فأنكرت المعتزلة ذلك وقالت بإبطاله».
5. نفيهم كرامات الأولياء، قالوا لو ثبتت كرامات الأولياء لاشتبه الولي بالنبي.[38]

### نفي رؤية الله
يذكر أبو المظفر الإسفراييني أن الصفة عند المعتزلة هي وصف الواصف، ولم يكن في الأزل واصف، والاسم عندهم التسمية ولم يكن في الأزل مسمى. ومعنى هذا أن الصفة مجرد قول نطلقه للدلالة على الموصوف، وليس معنى ثابت حقيقي، وليس لها وجود فعلي، ومن منطلق فهمهم لمعنى الصفة كان رأيهم في نفي الصفات، ولقد بدأ بحث المعتزلة للصفات على يد واصل بن عطاء، ولكن مقال واصل -فيما يقول الشهرستاني- لم تكن ناضجة فلم تزد عن القول باستحالة وجود إلهين قديمين أزليين، وأن من أثبت معنى وصفة قديمة فقد أثبت إلهين.
وبعد ذلك توسع المعتزلة في البحث في الصفات على يد العلاف ومن جاء بعده، وذلك نتيجة تطور البحث في الدراسات الكلامية واتصالها بالفلسفة. والمعتزلة يقولون بنفي وجود صفات قديمة لله، لأن إثبات الصفات القديمة له هو إيجاد قدماء مع الله، فالعلاف يقول إن علم الباري سبحانه هو هو، وكذلك قدرته وسمعه وبصره وحكمته، وكذلك القول في سائر صفاته، وألزمه الأشعري القول بأن الله علم وقدرة وحياة، وحاول أن يربط بين قول العلاف وبين أرسطاطاليس وأنه أخذ عنه، وذلك لأن أرسطاطاليس قال في بعض كتبه: إن البارئ علم كله، قدرة كله، حياة كله، سمع كله، بصر كله، محسن اللفظ عند نفسه وقال علمه هو هو، وقدرته هي هو. ورد الخياط على دعوى الأشعري مبيناً حقيقة رأي العلاف، فيذكر أن العلاف قد رأى فساد القول بأن الله عالم بعلم قديم، والقول بأنه عالم بعلم محدث، وصح عنده أن الله عالم في الحقيقة، فقال بأن الله عالم بنفسه، ومن الخطأ أن يقال إن رأي العلاف أن الله علم وقدرة، ويستدل على ذلك بأن أهل التوحيد جميعاً يقولون إن وجه الله هو الله، لأن الله قد ذكر الوجه في كتابه فقال: (إنما نطعمكم لوجه الله) وقد فسد أن يكون لله وجه هو بعضه أو وجه صفة له قديمة معه، فلم يبق إلا أن يكون وجهه هو، فكذلك القول إن علم الله هو الله، كما يقال إن وجه الله هو الله.
ويؤكد المعتزلة أن قول العلاف معناه أن الله يستحق الصفات لذاته، فهو عالم بذاته، وإن كان قد أخطأ في اللفظ ولم تواته العبارة. ويذكر ذلك القاضي عبد الجبار فيقول إن ما أراده العلاف هو ما ذكره الشيخ أبو علي الجبائي، إلا أنه لم تخلص له العبارة، ويؤكد ذلك أيضاً بالقول بأن أحداً لم يقل بأن العلم هو ذات الله حتى القائلين من خصوم المعتزلة أن الله عالم بعلم، لا يقولون إن ذلك العلم هو ذاته. ويؤكد هذا مقصود العلاف بأن الصفات ليست مغايرة للذات لا أن ذاته علماً، وبذلك يخلص من اتهام الأشعري، على أن مفهوم المحرك الأول عن أرسطو مخالف تماماً لمفهوم الله عند المعتزلة وغيرهم من المسلمين، وهذه المخالفة واضحة وبينة، ولعل أوضحها فاعلية الله في الكون وخلقه له وعنايته به عند المسلمين، وانفصاله عنه وتفكيره في نفسه عند أرسطو. وعند النظام تعني الصفات نفي الأضداد، فقال: إن قولي عالم قادر سميع بصير إنما هو إيجاب التسمية ونفي المضاد، ويعد قول النظام إمعاناً في نفي وجود صفات قديمة. وقال أبو علي الجبائي: إن الله يستحق الصفات لذاته فكونه قادراً عالماً حياً موجوداً لذاته. وقال أبو هاشم الجبائي: إن الله يستحق الصفات لما هو عليه في ذاته، فالله عالم لكونه على حال، قادر لكونه على حال، وقال بأن الأحوال لا موجودة ولا معدومة.
ومن هذه الأقوال والتفسيرات لمعنى الصفات ونسبتها إلى الله يتضح موقف المعتزلة وأنهم ينفون صفات قديمة لله، لأنهم ظنوا أن إثبات الصفات القديمة لله هو إثبات لوجود قدماء مع الله، وهذا ينقض التوحيد ويؤدي إلى تعدد القدماء ويؤدي إلى التجسيم والتشبيه، لذلك أصر المعتزلة على نفي وجود صفات قديمة على اختلاف عباراتهم عن ذلك. أما عن علاقة الصفات بالذات، فالمعتزلة لا يرون وجوداً حقيقياً للصفات عن الذات، فهي عين الذات، وليست شيئاً آخر سوى الذات.

### نفي الكلام الإلهي
لا خلاف بين المعتزلة وخصومهم من الفرق الإسلامية على أنه الله متكلم وأن له كلاماً وأن القرآن كلامه، لكن الخلاف حول معنى الكلام وحقيقة المتكلم وهل القرآن مخلوق حادث أم غير مخلوق؟ أولى المعتزلة مشكلة الكلام الإلهي وخلق القرآن عناية خاصة، رغم أنها لا تعدو إلا أن تكون ضمن مشكلة الصفات والتي نفوا قِدَمها، ولقد كان السبب في ذلك، هو خوفهم من أن القول بقدم الكلام الإلهي أن يشبه قول النصارى في قِدَم المسيح وألوهيته وهو كلمة الله، لذلك اهتم المعتزلة بهذه المشكلة اهتماماً خاصاً، وأخذت طابعاً سياسياً حين أوعز أحمد بن داوود وثمامة بن الأشرس إلى الخليفة المأمون بأن يجعل القول بخلق القرآن عقيدة رسمية للدولة يتتبع كل معارض لها بالقتل والحبس والجلد وقطع الأرزاق، ومحنة الإمام أحمد بن حنبل في ذلك مشهورة.

### نفي رؤية الله في الآخرة
تعد مسألة رؤية الله في الآخرة من المسائل التي ثار حولها الخلاف بين المعتزلة النافين لها وبين خصومهم من المتكلمين المثبتين لها وهم الأشاعرة والماتريدية، على الرغم من أن الخلاف في هذه المسألة كما ذكر القاضي عبد الجبار لا يوجب تكفيراً ولا تفسيقاً، لأنه لا ينبني عليه مسائل اعتقادية، ولقد جوز المعتزلة صحة الاستدلال بالسمع في هذه المسألة، لأن صحة السمع لا تتوقف عليها، فيجوز معرفة الله وتوحيده وعدله مع الشك في أنه يُرى أو لا يُرى. والأساس الذي بنى عليه المعتزلة نفي الرؤية هو نفي الجسمية عن الله، فالله ليس جسماً، ولا يرى إلا الأجسام، فهو لا يرى، فلقد ذكر النظام أنه لا مرئي إلا اللون وهو جسم، والجبائي يقول المرئيات جواهر وألوان وأكوان، وابنه أبو هاشم يذكر أن المرئيات جواهر وألوان. وقرر القاضي عبد الجبار أنه لا أحد يدعي أنه يرى الله سبحانه إلا من يعتقده جسماً مصوراً بصورة مخصوصة، أو يعتقد فيه أنه يحل في الأجسام. وهذا القول من المعتزلة يعد رداً على القائلين بإثبات الرؤية على اعتبار أن الله جسم وأنه يرى بالعين، أما خصومهم من أهل السنة الماتريدية والأشاعرة فلا يقولون بالجسمية في حق الله، وأن الرؤية بلا كيف، لذا تسقط هذه الاعتراضات بالنسبة لهم.

## المعتزلة الجدد
حدثت عدّة مُحاولات لإحياء الفكر المعتزلي، لكن معظم هذه المحاولات كانت تُعاني من التأثّر بالفكر الغربيّ، وبالتالي بدت هذه المُحاولات وكأنّها تلحق الحضارة الإسلامية بالحضارة الغربية، كما أنّ هنالك مُحاولات جديرة بالاهتمام تقوم على إحياء الفكر الإسلامي على أُسس عقلانية ومعرفية معاصرة ومنهم أمين نايف ذياب والذي ناظر الألباني.
اليوم يستمر المعتزلة التقليديون بشكل رئيسي في المغرب العربيّ بين أولئك الذين يُطلقون على أنفسهم الواصيلية. بالإشارة إلى واصل بن عطا المُؤسّس الشّهير لمعتزلة، تستخدم الحركة عباءة المعتزلة في المقام الأول كعلامة هوية.

## وصلات خارجية
- مجموعة نادرة من كتب المعتزلة
- تاريخ الجدل - محمد أبو زهرة